# حقی العظم
حقی العظم (به عربی: حقی العظم) (زاده ۱۸۶۴، دمشق - درگذشت ۱۹۵۵، دمشق) او سیاسی سوری است که در تاریخ ۷ ژوئن ۱۹۳۲ - ۱۶ مارس ۱۹۳۴ تصدی نخست‌وزیری سوریه را برعهده داشت.